# 趙毓
赵毓，元朝唐州（今河南省泌阳县）人。
他父亲赵福迁到郑州管城。在这之前，三世同堂。赵毓官至福州司狱，任满归家，因母亲年老不再出仕。一天，集合诸弟，哭着申明祖上遗训，愿世世不分家，并且向上天祝祷，歃血以盟。从此大小百口，毫无二话，同力合作，家道殷实。赵毓长兄赵瑞早亡，赵瑞妻刘氏守节，赵毓率家人事奉恭敬。次兄赵选也去世，赵选妻王氏，赵毓之母以其年少，许她改嫁，王氏说：“妇无再嫁之义，愿终身事奉婆婆。”赵毓之妹招赘王佑，王佑去世，赵毓妹念王佑之母没有儿子，请求到婆家赡养朱氏。人称孝友节义都出在他们一家。元贞初年，被朝廷旌表。